# 修禊
修禊是中国古代人民除旧迎新的传统习俗之一。
古人于农历三月上旬的巳日到水边嬉戏，以祓除不祥，称为修禊。

## 发展
最早的修禊，是古时的人们在每年三月时相约到水边沐浴、洗水，借此除灾去邪的仪式。《后汉书·礼仪志》：“是月上巳，官民皆洁于东流水上，曰洗濯祓除，去宿垢，为大洁。”由此可见，在早期，修禊只是作为人民为了求得美好安定，除旧迎新而举行的仪式。
公元353年（东晋永和九年三月三日），王羲之与各路少长群贤在会稽山阴的兰亭水边相聚，饮酒作诗，同时也互相戏水、玩乐。自此之后，修禊之日也成为了人们相聚玩乐戏水的日子。

## 古文记载
王羲之《兰亭集序》：“永和九年，岁在癸丑，暮春之初，会于会稽山阴之兰亭，修禊事也。”